# Мирош Михайло
Михайло Ми́рош (англ. Mykhailo Myrosh; 24 грудня 1893, Перемишляни — 25 березня 1976, Нью-Йорк) —  український живописець  ; член Об'єднання митців-українців в Америці.

## Життєпис
Народився 24 грудня 1893 року в місті Перемишлянах (нині Львівський район Львівської області, Україна). Мистецьку освіту здобував у Львові, Кракові, а також в Італії, Німеччині, Франції. Займався розписом церков у Галичині.
З 1922 року — у Сполучених Штатах Америки. Помер у Джексон-Гайтсі в Нью-Йорку 25 березня 1976 року. Похований на цвинтарі святого Андрія у Саут-Баунд-Бруці.

## Творчість
Працював переважно у галузі церковного живопису і як театральний декоратор. У доробку також картини з українського життя, портрети, пейзажі, натюрморти.
Брав участь у художніх виставках, виставлявся у Національній галереї мистецтва, Асоціації об'єднаних митців Америки тощо. Мав дві персональні виставки, у тому числі у Літературно-мистецькому клубі у Нью-Йорку у 1954 році. На міжнародній виставці українського мистецтва у Детройті у 1960 році представив свої твори «Автопортрет» (1950-ті) та «Материнське щастя» (1960) написані в імпресіоністичній манері. На виставці Об'єднання митців-українців в Америці 1977 року його роботи були представлені посмертно 